# Maruseppu-Waldparkeisenbahn
| Dampflokomotive Amemiya 21-go                                                                     |                     |         |         |
| Streckenverlauf                                                                                   |                     |         |         |
| Streckenlänge:                                                                                    | 1,5 km              |         |         |
| Spurweite:                                                                                        | 762 mm (Schmalspur) |         |         |
|                                                                                                   |                     |         |         |
| \| \| \| \| \| \| \| \| Bahnhof \| \| \| \| \| \| \| \| \| \| \| \| \| \| \| \| \| \| \| \| \| \| |                     |         |         |
|                                                                                                   |                     |         |         |
| Bahnhof                                                                                           |                     | Bahnhof | Bahnhof |
| Bahnübergang                                                                                      |                     |         |         |
| Brücke über Wasserlauf                                                                            |                     |         |         |
| Bahnübergang                                                                                      |                     |         |         |
|                                                                                                   |                     |         |         |

Die Maruseppu-Waldparkeisenbahn (japanisch: 丸瀬布森林公園いこいの森鉄道, Maruseppu Shinrinkōen Ikoi no Mori Tetsudō; englisch: Hokkaido Maruseppu Recreation Forest Park Railway) ist eine 1,5 Kilometer lange Museums-Schmalspurbahn in Engaru bei Mombetsu in der Unterpräfektur Okhotsk auf der Insel Hokkaidō (Japan).

## Infrastruktur
In dem Waldpark südlich von Engaru, wurden Schienen mit einer Spurweite von 762 mm (2 Fuß 6 Zoll) verlegt. Neben der Schmalspurbahn gibt es ein Heimatmuseum, die Marugosei-Therme und einen Campingplatz.

## Schienenfahrzeuge

### Dampflokomotiven

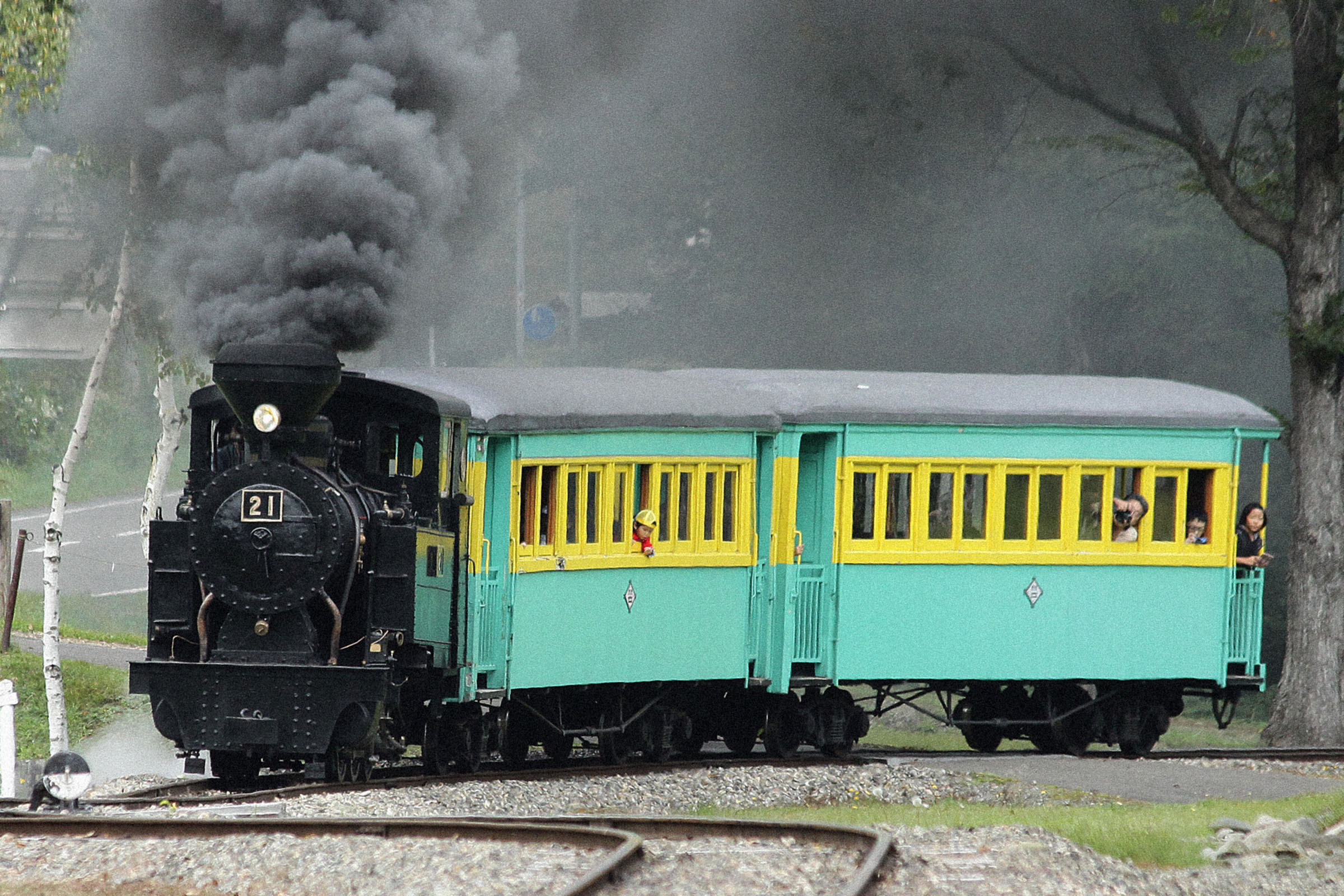
Dampflokomotive Amemiya 21-go

Im Waldpark verkehrt die historische Dampflok Amemiya 21-go, die 1928 von der Amemiya Manufacturing Co., Ltd. hergestellt worden war. Sie wurde früher auf der Burari-Waldbahn bei Monbetsu verwendet. Sie wurde am 22. Oktober 2004 als Hokkaido-Erbe unter Denkmalschutz gestellt und wird jetzt(2008) in einem betriebsfähigen Zustand erhalten. 
Die Seibu-Dampflokomotive 532 der 5er-Reihe wurde 1928 in Deutschland bei Orenstein & Koppel hergestellt. Sie wurde 1973 von der Seibu-Eisenbahn nach Japan importiert, nachdem sie von einer taiwanesischen Zuckerfabrik verwendet worden war und von 1977 bis 1984 bei der Yamaguchi-Eisenbahnlinie eingesetzt worden war. Nachdem die Strecke umgespurt worden war, kam sie im Oktober 1993 mit vier Seibu-Personenwagen vom Typ 31 zur Maruseppu-Waldparkeisenbahn. Seit 2014 ist sie in nicht funktionsbereitem Zustand im Lokschuppen eingelagert.
Früher wurde dort auch die Dampflokomotive E103 der japanischen E-Klasse in einem nicht-betriebsfähigen Zustand ausgestellt. Sie ist jetzt im Frankfurter Feldbahnmuseum.

### Diesellokomotive

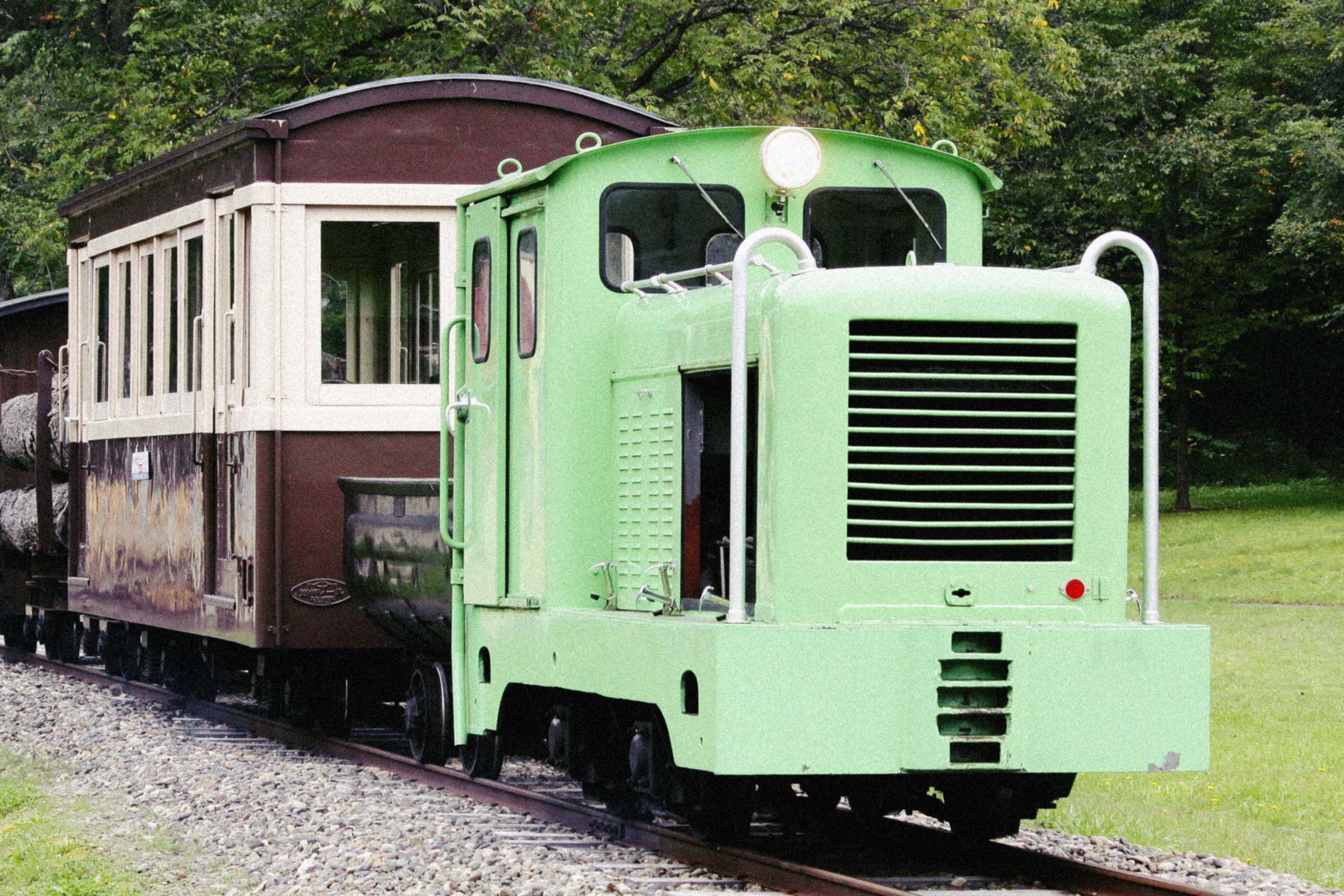
Diesellok der Tsurui Municipal Railway

Es gibt eine einsatzbereite sechs Tonnen schwere Diesellok von 1959. Nachdem die Tsurui Municipal Railway 1967 abgeschafft worden war, wurde die Lokomotive seit 1989 im Kushiro-Werk der Stadt Kushiro benutzt. Sie wurde 1996 erworben und von Sapporo Transport Machinery restauriert.

### Wagen
Es gibt mehrere historische Personenwagen bei der Maruseppu-Waldparkeisenbahn.